# Нёррегор, Харальд

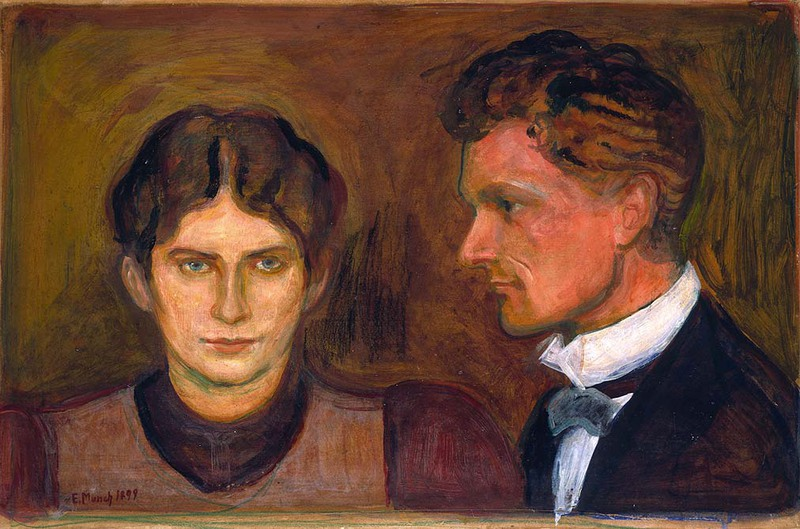
Харальд Нёррегор и его жена Осе, картина Эдварда Мунка (1899), принадлежащая Норвежской национальной галерее

Харальд Нёррегор (норв. Harald Nørregaard; 30 мая 1864, Вестре Акер, Осло — 5 апреля 1938) — адвокат Верховного суда Норвегии (høyesterettsadvokat, адвокат с правом выступать перед Верховным судом Норвегии). В 1893 году он основал в Кристиании юридическую фирму, ныне известную как Advokatfirmaet Hjort, а с 1904 по 1907 год являлся председателем Норвежской коллегии адвокатов. Нёррегор также был одним из самых близких с подросткового возраста друзей Эдварда Мунка, его советником и юристом. Он владел несколькими его известными картинами. Нёррегор женился на Осе Карлсен (1869—1908), художнице и близкой подруге Мунка, а второй его супругой была Марит Лив Тиллиер (1885—1981). Она тоже была художницей. Сохранилось несколько картин и рисунков Мунка с изображением Нёррегора и обеих его жён.
По словам норвежского историка Иво де Фигейредо, Нёррегор «славился своим красноречием в суде. О нём говорили, что он царил в зале суда благодаря только одному своему присутствию, а его тёплый голос бархатом разносился по всему Верховному суду». Через несколько лет после основания Нёррегором юридической фирмы, в ней стал работать Томас Бонневи, и впоследствии фирма получила название «Нёррегор и Бонневи». Но в 1922 году Бонневи был назначен судьёй Верховного суда. В 1932 году молодой юрист Юхан Бернхард Хьорт стал работать в юридической фирме Нёррегора, который умер шесть лет спустя. После Второй мировой войны юридическая фирма возобновила свою деятельность под началом Хьорта, будучи переименованной в Advokatfirmaet Hjort.
Харальд Нёррегор был сыном Ганса Якоба Нёррегора (1832—1900), полковника и бывшего адъютанта короля Карла XV и Софи Вегнер (1838—1906), дочери норвежского промышленника Беньямина Вегнера и Генриетты Сейлер из гамбургской династии Беренберг-Гослер-Сейлер, владевшей банком Berenberg Bank. Братьями Харальда Нёррегора были известный военный корреспондент Беньямин Вегнер Нёррегор, виноторговец и консул в Таррагоне Людвиг Пёуль Рудольф Нёррегор и Юхан Хьорт Нёррегор.

## Галерея

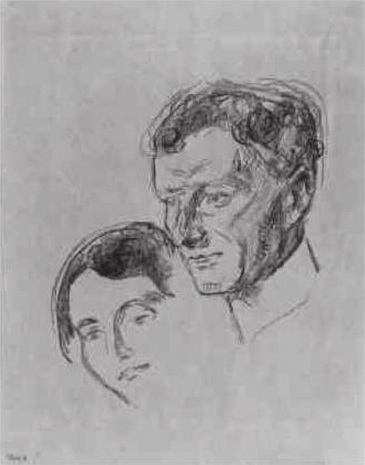
Литография Эдварда Мунка «Марит и Харальд Нёррегор», ок. 1914
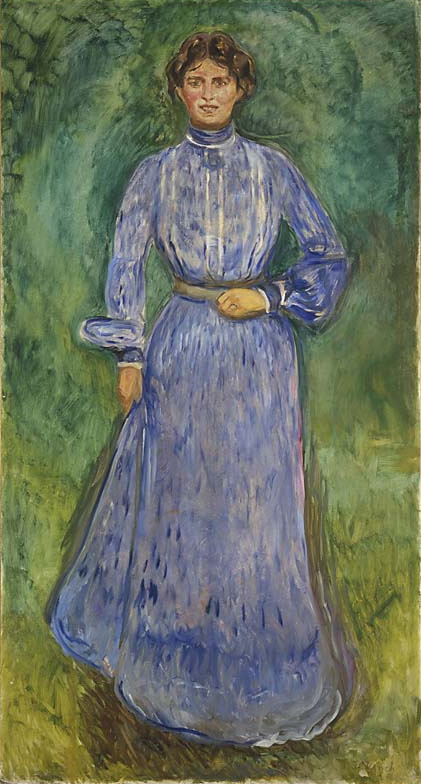
Осе, первая жена Харальда Нёррегора, картина Эдварда Мунка
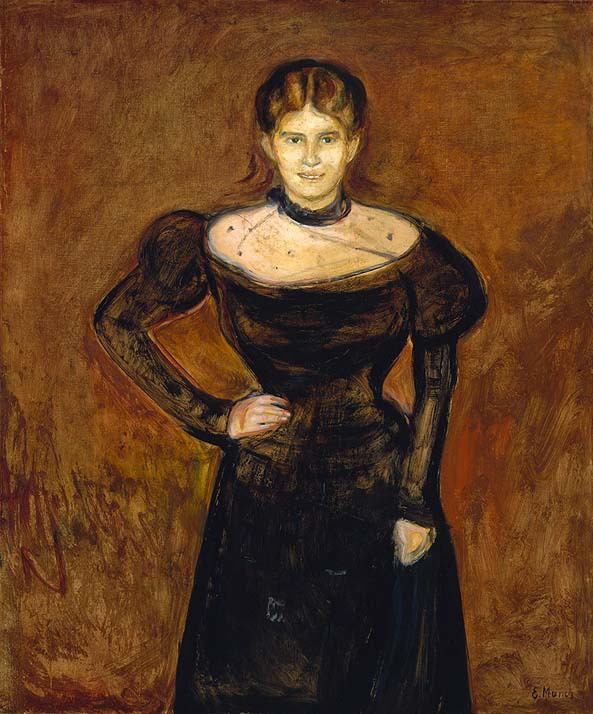
Осе, первая жена Харальда Нёррегора, картина Эдварда Мунка
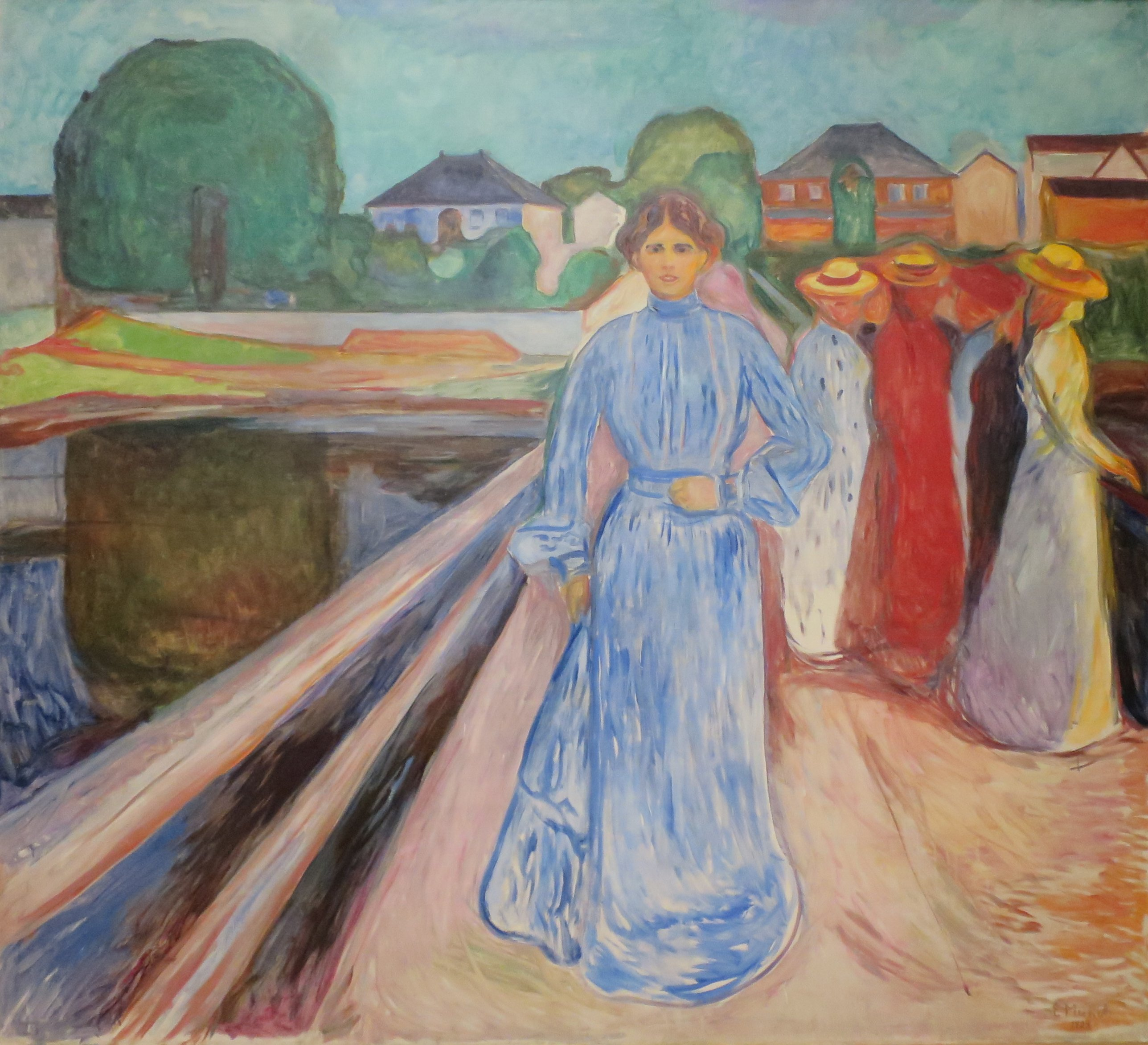
Картина Мунка «Женщины на мосту», 1902 год. Осе изображена здесь в синем платье.